# 楚古兰街道
楚古兰街道，是中华人民共和国内蒙古自治区锡林郭勒盟锡林浩特市下辖的一个乡镇级行政单位。

## 行政区划
楚古兰街道下辖以下地区：
孟柯社区、德吉社区、伊特格勒社区、爱民社区、楚鲁图社区、乌兰牧骑社区、扎斯嘎图社区、格日勒图社区和奶牛新村社区。